# مهر آبقیان
مهر مانوکی آبقیان (ارمنی: Մհեր Մանուկի Աբեղյան؛ انگلیسی: Mher Abeghian زاده ۱۳ ژانویهٔ ۱۹۰۹ - درگذشته ۲۰ نوامبر ۱۹۹۴) نقاش اهل ارمنستان بود. وی در ایروان، مسکو و لنینگراد تحصیل نمود.

## زندگی‌نامه
وی در ۲۶ ژانویه [سبک قدیمی: ۱۳ ژانویه] ۱۹۰۹ در واغارشاپات در به دنیا آمد و از کالج دولتی هنرهای زیبای پانوس ترلمزیان (۲۷–۱۹۲۲) فارغ‌التحصیل گشت. وی عضو اتحادیه نقاشان ارمنستان بود. وی در فعالیت می‌کرد. وی همچنین برنده جوایزی همچون نشان دوستی خلق، نشان برجسته افتخار و نقاش مردمی ارمنستان شوروی (۱۹۶۰) شد. وی در ۲۰ نوامبر ۱۹۹۴ در سن ۸۵ سالگی در ایروان درگذشت و در آرامستان مرکزی ایروان (توخماخ) به خاک سپرده شد.

## آثار
آثار وی در خانه‌موزه سیلوا کاپوتیکیان، نگارخانه ملی ارمنستان و موزه مهر آبقیان نگهداری می‌شود